# Église Santi Primo e Feliciano
L'église Santi Primo e Feliciano est une église catholique romaine de style roman située dans le centre-ville de Pavie, en Lombardie.

## Histoire
Une église sur le site est documentée depuis le XIIe siècle, sur les vestiges d'édifices romains : des fouilles archéologiques réalisées entre 2008 et 2009 dans la cour de l'église ont mis au jour des vestiges d'édifices et de tombeaux de l'Antiquité tardive. Elle appartenait à un collège de chanoines réguliers qui, en 1354, devinrent membres de l'Ordre des Servites de Marie, et le restèrent jusqu'au XVIIIe siècle. Le couvent fut supprimé en 1810.

## Architecture
La structure originale avait trois nefs, mais au XVe siècle une nef supplémentaire fut ajoutée. Au XVIe siècle, l'église fut réduite à une seule nef, avec démolition de l'abside antérieure. La façade elle est enrichie dans la partie terminale par une loggia aveugle avec des arcs suspendus entrelacés qui couronnent le sommet. La première chapelle à droite abrite une Vierge à l'enfant avec le bienheureux Bertoni et saint Jean-Baptiste (1498) d'Agostino da Vaprio. La lunette supérieure présente une fresque représentant Dieu le Père. Le transept présente une grande toile représentant le Martyre de Saint-Laurent de Marcantonio Pellini (1664-1760). 
Le presbytère possède deux fresques latérales représentant la Vie des saints Primo et Feliciano (1860) de Paolo Bardotti. Ils représentent le procès des saints à gauche et le martyre des saints à droite. La première chapelle à gauche présente une Crucifixion avec saint Pellegrino de Sabbadini.
À gauche des fonts baptismaux se trouve une statue en marbre peint du XIVe siècle représentant saint Blaise. Sur la contre-façade se trouve une Vierge à l'enfant peinte attribuée à l'école de Bernardino Luini. Sur la contreface de la nef gothique annexée à l'église se trouve une grande fresque représentant le Christ avec les Apôtres dans la partie supérieure et, dans la partie inférieure, la Vierge entourée de deux anges qui prennent les âmes du Purgatoire, tandis que d'autres peintures sur les voûtes représentent les armoiries des Sforza et les lions, porter un casque, une compagnie de Galéas Marie Sforza, ces travaux ont été réalisés entre 1460 et 1491.